# Enganyapastors de Nechisar
L'enganyapastors de Nechisar (Caprimulgus solala) és un ocell de la família dels caprimúlgids (Caprimulgidae) que habita al sud d'Etiòpia a les Planes de Nechisar, al Parc nacional de Nechisar.
Es va descobrir el 1990 quan uns investigadors van trobar un exemplar en descomposició al parc nacional de Nechisar. Després de portar-ne una sola ala al Museu d'Història Natural de Londres, es va constatar que era una espècie desconeguda fins ara. El seu nom específic, solala, significa «només una ala».